# 1931 au Québec
Cet article traite des événements survenus en 1931 au Québec. 

## Événements

### Janvier
- 7 janvier : les travaux reprennent à la quatrième session de la 17e législature (en)[1].
- 21 janvier : le premier ministre Louis-Alexandre Taschereau, qui détient également le poste de trésorier, prononce le discours du budget et annonce une dette consolidée de 54 millions de dollars au 30 juin 1930. Pour la première fois, un budget est présenté en français à l'Assemblée législative[2].

### Février
- 13 février : le gouvernement Taschereau annonce la création prochaine d'un ministère du Travail[3].

### Mars
- Mars : le gouvernement fait adopter un projet de loi réformant quelque peu la loi sur les accidents de travail. La nouvelle loi donne une certaine responsabilité des employeurs vis-à-vis de leurs employés[4].
- 11 mars : Québec adopte une modification du Code civil. La femme séparée de son époux possède maintenant une certaine autonomie civile[5].
- 23 mars : Québec annonce des subventions pour la construction de sept grands ponts dont un devant relier l'île de Montréal à Kahnawake et un autre la Côte de Beaupré à l'île d'Orléans[6].
- 25 mars : une loi sur le suffrage féminin, présentée par le ministre Irénée Vautrin, est battue par 47 voix contre 21[7].
- 27 mars : six cents chômeurs manifestant au Parc Lafontaine sont dispersés par la police[8].

### Avril
- 4 avril : la session est prorogée[9].
- 8 avril : lors d'une conférence interprovinciale, les provinces acceptent les principes du futur Statut de Westminster, donnant une indépendance officielle au Canada[10].

### Juin
- 9 juin : inauguration du Jardin botanique de Montréal, œuvre du frère Marie-Victorin et de l'architecte paysagiste Henry Teuscher[11].
- 30 juin : la Cour suprême du Canada statue que la radiophonie est de compétence strictement fédérale[12].

### Juillet
- 30 juillet : le premier ministre Louis-Alexandre Taschereau annonce des élections générales pour le 24 août[13].

### Août
- Août : inauguration de l'édifice Price à Québec[14].
- 3 août : la plate-forme électorale du Parti libéral est rendue publique. Elle comprend un programme de retour à la terre devant encourager les chômeurs à s'établir sur des terres agricoles afin de devenir agriculteurs[15].
- 24 août : le Parti libéral de Louis-Alexandre Taschereau remporte les élections générales avec 79 candidats élus contre seulement 11 pour le Parti conservateur. Le chef conservateur Camillien Houde est défait dans les deux comtés où il se présentait. Parmi les rescapés conservateurs, citons Maurice Duplessis, Paul Sauvé, Pierre Bertrand et Antonio Élie[16].

### Septembre
- 9 septembre : Ottawa et Québec s'entendent pour subventionner une politique de retour à la terre[17].
- 23 septembre : Camillien Houde annonce son intention de contester devant les tribunaux l'élection des 79 députés libéraux[18].

### Octobre
- 6 octobre : Charles Ernest Gault est nommé chef de l'opposition officielle pour la session qui s'annonce[1].
- 28 octobre : Charles-Joseph Arcand devient le premier titulaire du ministère du Travail[19].

### Novembre
- 3 novembre : ouverture de la première session de la 18e législature. Le discours du Trône annonce une nouvelle loi du Crédit agricole et l'adoption de nouvelles taxes devant équilibrer le budget de l'année en cours[1].
- 4 novembre : ouverture officielle de l'Orphelinat de l'Immaculée-Conception à Chicoutimi[20],[21].
- 20 novembre : l'Assemblée législative adopte la loi sur le chômage, créant des secours directs pour les chômeurs en difficulté[22].
- 26 novembre : le gouvernement Taschereau présente la loi Dillon annulant de facto les procédures de contestation de l'élection des 79 députés libéraux devant les tribunaux[13].
- 27 novembre : Louis-Alexandre Taschereau présente son second discours du budget. Il annonce qu'une somme de 10 millions de dollars sera consacrée à sa politique de retour à la terre[23].

### Décembre
- 10 décembre : la loi Dillon est adoptée[1].
- 11 décembre : le roi George V sanctionne le Statut de Westminster accordant la souveraineté totale du Canada[24].
- 15 décembre : Jean-Marie-Rodrigue Villeneuve devient archevêque de Québec[25].
- 23 décembre : la session est ajournée pour le temps des fêtes[13].

## Naissances
- Frank Cotroni (criminel) († 17 août 2004)
- Gaétan Montreuil (annonceur)  († 26 février 2025)
- Jean-Paul Chartrand père (journaliste sportif et animateur de football et de boxe) († 24 décembre 2023)
- Claude Larochelle (journaliste sportif au journal Le Soleil) († 2 septembre 2002)
- 6 janvier - Dickie Moore (joueur de hockey) († 19 décembre 2015)
- 15 janvier - Gaétan Labrèche (acteur) († 25 novembre 1990)
- 27 janvier - Mordecai Richler (écrivain) († 3 juillet 2001)
- 14 février - Bernard Geoffrion (joueur et entraineur de hockey) († 11 mars 2006)
- 10 mars - Georges Dor (chanteur) († 24 juillet 2001)
- 16 mars - Laurent Lachance (linguiste, pédagogue, auteur et créateur) († 4 octobre 2024)
- 25 mars -Louis Balthazar (politologue)
- 30 mars - Gérard Bruchési (homme politique)
- 1er avril - Jean-Roch Simard (père de Régis, René et Nathalie Simard) († 22 février 2010)
- 11 avril - Jacques Blanchet (auteur-compositeur-interprète) († 9 mai 1981)
- 13 avril - Michel Pouliot (aviateur et homme d'affaires) († 29 avril 2024)
- 1er mai - Jacques Languirand (Animateur et philosophe) († 26 janvier 2018)
- 9 mai - Claude Bisson (juriste et juge en chef) († 18 mars 2024)
- 13 mai - Jacques Laurin (linguiste) († 27 septembre 2018)
- 16 mai - Denise Filiatrault (actrice et scénariste)
- 22 mai - Arthé Guimond (né  à Rimouski et mort le 6 février 2013 à St. Albert en Alberta), prélat canadien de l'Église catholique. Il fut archevêque de l'archidiocèse de Grouard-McLennan en Alberta.
- 27 mai - André Barbeau (neurologue et écrivain) († 9 mars 1986)
- 5 juin - Yves Blais (homme politique) († 22 novembre 1998)
- 17 juin - Paule Bayard (actrice) († 28 novembre 1975)
- 21 juin - Jean-Maurice Simard (homme politique) († 16 juin 2001)
- 27 juin - Charles Bronfman (homme d'affaires et philanthrope)
- 1er juillet - Claude Gingras (journaliste et critique musicale) († 30 décembre 2018)
- 6 juillet - Jean Campeau (homme politique et gestionnaire) († 26 février 2025)
- 7 juillet - Richard Holden (homme politique) († 18 septembre 2005)
- 8 juillet - Pierre Valcour (acteur, réalisateur et producteur)  († 26 novembre 2012)
- 13 juillet - Jean Hamelin (historien) († 15 mai 1998)
- 15 juillet - Jacques-Yvan Morin (juriste, professeur universitaire, homme politique - vice-premier ministre du Québec) († 26 juillet 2023)
- 23 juillet -
  - Claude Fournier (cinéaste et auteur) († 16 mars 2023)
  - Guy Fournier (cinéaste et auteur)
- 26 juillet - Guy L'Écuyer (acteur) († 20 septembre 1985)
- 6 août - 
  - Max Gros-Louis (chef huron) († 14 novembre 2020)
  - Bernard Lamarre (ingénieur et entrepreneur) († 30 mars 2016)
- 16 août - Laurent Lachance (auteur, créateur, linguiste et pédagogue)
- 29 août - Lise Payette (animatrice, femme politique et écrivaine) († 5 septembre 2018)
- 31 août - Jean Béliveau (joueur de hockey) († 2 décembre 2014)
- 8 septembre - Marcel Bonin (joueur de hockey) († 19 janvier 2025)
- 12 septembre - Jean Dutil (juge à la Cour du Québec, procureur-chef de la Commission Cliche et président de la Commission d'enquête sur le crime organisé (CECO)) († 8 mars 2009)
- 20 septembre - Claude Mouton (annonceur maison au Forum de Montréal) († 30 mars 1993)
- 1er octobre - Michel Cailloux (acteur) (3 septembre 2012)
- 5 novembre - Charles Taylor (philosophe)
- 13 novembre - Andrée Lachapelle (actrice) († 21 novembre 2019)
- 18 décembre - 
  - Jacques Grand'Maison (écrivain, théologien, prêtre) († 5 novembre 2016)
  - Roger Nicolet (ingénieur et homme politique) († 18 janvier 2020)

## Décès
- 3 janvier - Louis Rubenstein (patineur artistique) (º 23 septembre 1861)
- 31 mai - Raymond-Marie Rouleau (archevêque de Québec) (º 6 avril 1866)
- 3 juin - Victor Allard  (º 1er février 1860)
- 29 juin - Charles-Nérée Beauchemin (poète) (º 20 février 1850)
- 28 juillet - Charles Joseph Doherty (homme politique) (º 11 mai 1855)

### Articles généraux
- Chronologie de l'histoire du Québec (1931 à 1959)
- L'année 1931 dans le monde

### Articles sur l'année 1931 au Québec
- Élection générale québécoise de 1931
- Statut de Westminster